# Darreh Hendīān
Darreh Hendīān (persiska: درّۀ هنديان, دره هنديان, دَرِّه هِنديّان, Darreh-ye Hendīān, در هنديان) är en ort i Iran.   Den ligger i provinsen Lorestan, i den centrala delen av landet, 400 km sydväst om huvudstaden Teheran. Darreh Hendīān ligger 1 075 meter över havet och antalet invånare är 102.
Terrängen runt Darreh Hendīān är kuperad norrut, men söderut är den bergig.Runt Darreh Hendīān är det ganska glesbefolkat, med 29 invånare per kvadratkilometer. Närmaste större samhälle är Rūstā-ye Faşlī-ye Lārkeh, 7,9 km nordost om Darreh Hendīān. Trakten runt Darreh Hendīān består i huvudsak av gräsmarker.